# Coenosia facilis
Coenosia facilis är en tvåvingeart som beskrevs av Huckett 1965. Coenosia facilis ingår i släktet Coenosia och familjen husflugor.
Artens utbredningsområde är Northwest Territories, Kanada. Inga underarter finns listade i Catalogue of Life.